# Preszlav Borukov
Preszlav Nikolaev Borukov (bolgár nyelven: Преслав Николаев Боруков) (Szófia, 2000. április 23. –) bolgár válogatott labdarúgó, a Marítimo játékosa.

## Pályafutása

### Klubcsapatokban
A Levszki Szofija és az angol Sheffield Wednesday korosztályos csapataiban nevelkedett. 2018. július 25-én profi szerzősét kötött az angolokkal, ezzel ő lett a klub első bolgár játékosa és a legfiatalabb is. 2020. júniusában lejárt a szerződése és visszatért hazájába és leszerződött egy évre az Etar csapatával. Szeptember 13-án szerezte meg első gólját a Levszki Szofija ellen. 2021. augusztus 17-én jelentették be, hogy egy plusz két évre szóló megállapodást kötöttek vele. Október végén jelentették be ,hogy közös megegyezéssel szerződést bontott klubjával.

### A válogatottban
Többszörös bolgár korosztályos válogatott. A bolgár felnőtt válogatottban 2023. szeptember 7-én mutatkozott be egy Irán elleni felkészülési mérkőzésen.

#### Mérkőzései a bolgár válogatottban
| #  | Dátum                | Ellenfél   | Eredmény | Kiírás              | Esemény     |
| -- | -------------------- | ---------- | -------- | ------------------- | ----------- |
| 1. | 2023. szeptember 7.  | Irán       | 0 – 1    | barátságos mérkőzés | 59'         |
| 2. | 2023. szeptember 10. | Montenegró | 1 – 2    | Eb-selejtező        | 74' 79'     |
| 3. | 2023. október 14.    | Litvánia   | 0 – 2    | Eb-selejtező        | a szünetben |
| 4. | 2023. november 19.   | Szerbia    | 2 – 2    | Eb-selejtező        | 77'         |

## Statisztika

### Klubcsapatokban
| Klub teljesítmény | Klub teljesítmény | Klub teljesítmény | Bajnokság | Bajnokság | Kupa  | Kupa  | Nemzetközi | Nemzetközi | Egyéb | Egyéb | Összes | Összes | Összes |
| Klub              | Liga              | Szezon            | Mérk.     | Gólok     | Mérk. | Gólok | Mérk.      | Gólok      | Mérk. | Gólok | Mérk.  | Gólok  |        |
| ----------------- | ----------------- | ----------------- | --------- | --------- | ----- | ----- | ---------- | ---------- | ----- | ----- | ------ | ------ | ------ |
| Etar              | A PFG             | 2020–21           | 30        | 12        | 2     | 0     | –          | –          | –     | –     | 32     | 12     |        |
| Zalaegerszeg      | NB I              | 2021–22           | 3         | 1         | 1     | 1     | –          | –          | –     | –     | 4      | 2      |        |
| Lokomotiv Plovdiv | A PFG             | 2021–22           | 12        | 1         | 1     | 0     | –          | –          | –     | –     | 13     | 1      |        |
| Lokomotiv Plovdiv | A PFG             | 2022–23           | 18        | 3         | 2     | 0     | –          | –          | –     | –     | 20     | 3      |        |
| Lokomotiv Plovdiv | Összesen          | Összesen          | 30        | 4         | 3     | 0     | 0          | 0          | 0     | 0     | 33     | 4      |        |
| Arda Kardzhali    | A PFG             | 2022–23           | 17        | 5         | 1     | 0     | –          | –          | 1     | 0     | 19     | 5      |        |
| Arda Kardzhali    | A PFG             | 2023–24           | 20        | 6         | 1     | 0     | –          | –          | –     | –     | 21     | 6      |        |
| Arda Kardzhali    | Összesen          | Összesen          | 37        | 11        | 2     | 0     | 0          | 0          | 1     | 0     | 40     | 11     |        |
| Marítimo          | Liga Portugal 2   | 2023–24           | 15        | 2         | 0     | 0     | –          | –          | –     | –     | 15     | 2      |        |
| Marítimo          | Liga Portugal 2   | 2024–25           | 0         | 0         | 0     | 0     | –          | –          | –     | –     | 0      | 0      |        |
| Marítimo          | Összesen          | Összesen          | 15        | 2         | 0     | 0     | 0          | 0          | 0     | 0     | 15     | 2      |        |
| Karrier összesen  | Karrier összesen  | Karrier összesen  | 115       | 30        | 7     | 1     | 0          | 1          | 0     | 0     | 124    | 30     |        |

Jegyzetek

### A válogatottban
2024. november 20-i állapot szerint.
| Bulgária | Bulgária | Bulgária |
| Év       | Mérk.    | Gólok    |
| -------- | -------- | -------- |
| 2023     | 4        | 1        |
| Összesen | 4        | 1        |